# دواردا، استرالیای غربی
دواردا (به انگلیسی: Dwarda) یک شهرک در استرالیا است که در Shire of Wandering واقع شده‌است.